# Maksimilijan Kovač
Maksimilijan Kovač, slovenski zdravnik ortoped, * 13. maj 1925, Celje.
Gimnazijo je obiskoval v Celju in Mariboru, kjer je leta 1943 tudi maturiral. Študij je nadaljeval na medicinski fakulteti v Ljubljani ter 30. decembra 1952 diplomiral. Po opravljenem stažu v mariborski splošni bolnišnici se je zaposlil v Ankaranu v sedaj znani ortopedski bolnišnici Valdoltra. Specializacijo iz ortopedije je končal leta 1963. Njegova posebna pozornost med ortopedskimi obolenji je veljala kirurškemu zdravljenju sklepnih obolenj degenerativnega in revmatičnega kroga subakutnega revmatizma. O tej tematiki je za Zdravstveni vestnik in Acta ortopedica Jugoslavica napisal več člankov ter predaval na kongresih v domovini in tujini.